# Patricio Tapia
No confundir con el crítico literario chileno del mismo nombre

Patricio Tapia (Chile, 7 de agosto de 1968) es un periodista y escritor especializado en vinos, conocido por sus guías y libros, así como por su trabajo de columnista de revistas especializadas de Chile y el extranjero. 

## Biografía
Patricio Tapia, que tuvo en su juventud una banda de punk, estudió periodismo en la Universidad de Chile. Posteriormente cursó un diplomado de degustación y enología en la Facultad de Enología de la Universidad de Burdeos, Francia.
Trabaja para el periódico chileno El Mercurio como columnista estable de la revista Wikén, y a nivel internacional es editor asociado de Wine & Spirits Magazine con sede en Nueva York. Desde el año 2004 forma parte de El Gourmet, canal de argentino gastronómico de televisión por suscripción que se emite en varios países de Hispanoamérica.
Es autor de DESCORCHADOS, una de las guías de vinos más importante del mundo, en la cual se incluyen las principales viñas de Chile, Argentina, Uruguay y Brasil; pertenecientes tanto a la industria como de pequeños productores. En un principio calificaba solo vinos chilenos, pero después se ha ampliado a los de Argentina, Brasil y Uruguay. Aparece en español, portugués e inglés y se distribuye en Latinoamérica y Estados Unidos.

## Programas El Gourmet
- Napa Valley
- Italia y sus vinos
- Maridaje
- España y sus vinos
- Francia y sus vinos
- Terrueños de Latinoamérica
- La ruta del Riesling
- Encuentros Gourmet – Masters Of Food & Wine South America 2008
- Tokaji el Vino de los Reyes
- Portugal y sus vinos
- Encuentros Gourmet – Masters Of Food & Wine South America 2009
- De Chile y Perú ... el Pisco
- Gourmet Australia
- El espíritu del whisky. Escocia e Irlanda

## Obras
La siguiente es una lista parcial de las guías y libros sobre vino publicadas por Patricio Tapia.
- Vinos chilenos de mantel largo
- Todo vino, Planeta, 204 págs, 2004, ISBN 956-247-346-5
- Descorchados 2005, Origo Ediciones, ISBN 956-8077-21-9
- Cavas. Historia de vinos, editorial El Mercurio - Aguilar, 240 págs, 2005, ISBN 956-239-410-7
- Descorchados 2006, Origo Ediciones, ISBN 956-8077-48-0
- Descorchados 2007. Guía de vinos chilenos, Origo Ediciones, ISBN 956-8077-77-4
- Descorchados. Guía de vinos de Chile, Planeta, 2008 - 2018